# Jacob Bryant
Jacob Bryant (1715–1804) est un savant, écrivain et mythographe britannique.

## Biographie
Bryant naît à Plymouth en 1715 où son père travaille à la douane. Ils déménagent par la suite à Chatham. Bryant est d'abord envoyé dans une école près de Rochester, puis à l'Eton College. En 1736, il bénéficie d'une bourse pour le King's College de Cambridge, où il reçoit ses diplômes en 1740 et 1744, et où il est plus tard élu professeur. Il retourne à Eton comme précepteur du duc de Marlborough et, en 1756, il accompagne le duc, qui est général d'ordonnance et commandant en chef des forces armées en Allemagne, comme secrétaire particulier. Il est récompensé par des appointements lucratifs du Board of Ordnance, qui lui permettent de consacrer du temps à ses goûts littéraires. Il se voit offrir à deux reprises la direction de la Charterhouse school, qu'il refuse.
Il meurt le 14 novembre 1804 à Cippenham près de Windsor. Il laisse sa bibliothèque au King's College après avoir fait de précieux présents au roi et au duc de Marlborough. Il lègue 2 000 livres sterling à la Society for the Propagation of the Gospel et 1 000 livres à l'usage des retraités du collège d'Eton.

## Œuvre
Il est décrit par S. Foster Damon dans son Blake Dictionnary (1965), comme la figure la plus extraordinaire parmi les « mythagogues » qui ont fleuri à la fin du XVIIIe et au début du XIXe siècle,,.
Ses œuvres majeures sont A New System or Analysis of Ancient Mythology (1774–76, et éditions suivantes), Observations on the Plain of Troy (1795), et Dissertation concerning the Wars of Troy (1796). Il écrit aussi sur des sujets théologiques, politiques et littéraires.
Pour Bryant, toute la mythologie découle de la Bible hébraïque, via l'Égypte pour la mythologie grecque. Le New System tente de relier les mythologies du monde aux histoires relatées dans la Genèse. Bryant prétend que les descendants de Cham ont été les plus énergiques mais aussi les plus rebelles parmi les peuples du monde et ont donné naissance aux civilisations grecques, ancienne et classique. Il appelle ces peuples Amonians, parce qu'il croit que le dieu égyptien Amon est une forme déifiée de Cham. Il soutient que Cham est identifié avec le soleil et que nombre de religions païennes d'Europe dérivent du culte amonien du soleil.
John Richardson (en) se présente comme le chef de file de ses opposants dans la préface de son Persian Dictionary. Dans un pamphlet anonyme, An Apology, Bryant défend et réaffirme ses opinions. Richardson révise ensuite sa dissertation sur les langages préfixés dans le dictionnaire et ajoute une seconde partie : Further Remarks on the New Analysis of Ancient Mythology (1778). Bryant écrit aussi à la même époque un pamphlet en réponse à Daniel Wyttenbach d'Amsterdam. Sir William Jones mentionne fréquemment le modèle de Bryant, en acceptant certaines parties et en réfutant d'autres, en particulier ses étymologies hautement conjecturales. Il présente le New System comme une œuvre profonde et agréable, ajoutant qu'il l'a lue trois fois avec un plaisir et une attention soutenus, sans toutefois un parfait acquiescement de quelques parties moins importantes de son plausible système,.
Bryant reconnaît l'aide apportée par William Barford dans le New System. Ses théories sont largement créditées comme ayant influencé le système mythologique de William Blake qui avait travaillé en qualité de graveur sur les illustrations du New System de Bryants.
Dans ses livres sur Troie, Bryant s'efforce de démontrer que l'existence de Troie et de l'expédition grecque sont purement mythologiques, sans aucune base dans l'histoire réelle. Andrew Dalzel publie en 1791 une traduction de l'œuvre de Jean-Baptiste Le Chevalier titrée Description of the Plain of Troy qui entraîne les Observations upon a Treatise ... (on) the Plain of Troy (1795) et A Dissertation concerning the War of Troy (1796) par Bryants. Une vive controverse en résulte qui oppose Bryant attaqué par Tomas Falconer (en), John Morritt (en), William Vincent (en) et Gilbert Wakefield.

## Publications

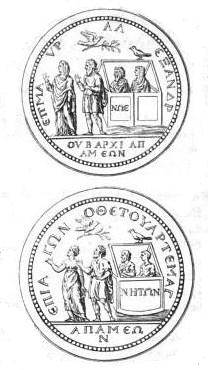
Monnaie d'Apamée.

Outre les œuvres de Jacob Bryant évoquées ci-dessus le Dictionary of National Biography cite les publications suivantes  :
- Dans sa première œuvre, Observations and Enquiries relating to various parts of Ancient History, ... the Wind Euroclydon, the island Melite, the Shepherd Kings, (Cambridge, 1767), Bryant attaque les opinions de Bochart, Beza, Grotius et Bentley.
- Quand sa présentation de la monnaie d'Apamée[13] fut contestée dans The Gentleman's Magazine, Bryant se défendit dans A Vindication of the Apamean Medal and of the Inscription ΝΩΕ, London, 1775. Joseph Hilarius Eckhel soutint son point de vue mais Daines Barrington et d'autres auteurs de la Society of Antiquaries of London s'y opposèrent.
- Après la mort de son ami Robert Wood en 1771, Bryant édita l'une de ses œuvres sous le titre de An Essay on the Original Genius and Writings of Homer, with a Comparative View of the Troade (1775).
- Vindiciæ Flavianæ: a Vindication of the Testimony of Josephus concerning Jesus Christ (1777) était anonyme ; la seconde édition, sous le nom de Bryant, date de 1780 ; la suite fut A Farther Illustration of the Analysis (1778).
- An Address to Dr. Priestley ... upon Philosophical Necessity (1780) : Joseph Priestley fit paraître une réponse la même année.
- Bryant était l'un des défenseurs de l'authenticité des mystifications de Thomas Chatterton. Chatterton avait écrit des poèmes en moyen anglais et les avait attribués à Thomas Rowley, un moine imaginaire du XVe siècle. Quand Thomas Tyrwhitt fit paraître The Poems supposed to have been written at Bristol by Thomas Rowley and others, Bryant et Robert Glynn répondirent avec Observations on the Poems of Thomas Rowley in which the Authenticity of those Poems is ascertained (2 vol., 1781).
- Gemmarum Antiquarum Delectus (1783) fut imprimé aux frais du duc de Marlborough, avec des gravures de Francesco Bartolozzi. Le premier volume, écrit en latin par Bryant, fut traduit en français par Matthew Maty et le second par William Cole (en) et Louis Dutens.
- Bryant lut On the Zingara or Gypsey Language (1785) à la Royal Society qui l'imprima dans le septième volume d'Archæologia.
- On the Land of Goshen, écrit autour de 1767, fut publié dans les Miscellaneous Tracts de William Bowyer (1785).
- La première édition d'A Treatise on the Authenticity of the Scriptures (1791) était anonyme ; la seconde (1793) et la troisième (1810) parurent avec le nom de leur auteur. L'œuvre fut écrite à l'instigation de la comtesse douairière Pembroke, fille de son patron et les bénéfices furent reversés à l'hôpital pour la prévention de la variole.
- Observations on a controverted passage in Justyn Martyr; also upon the Worship of Angels, Londres, 1793.
- Observations upon the Plagues inflicted upon the Egyptians, avec des cartes, Londres, 1794.
- The Sentiments of Philo-Judæus concerning the Logos or Word of God (1797).
- Traité contre Tom Paine.
- Observations upon some Passages in Scripture (Balaam, Josué, Samson et Jonas), Londres, 1803.

Son projet sur les dieux de la Grèce et de Rome na pas été publié par ses exécuteurs testamentaires. Certains de ses vers humoristiques en latin et en grec ont été édités.